# Online Film and Television Association
 (avril 2025).
Motif : Une association de critiques de films parmi tant d'autres dont la notoriété ne semble pas évidente. Existe-t-il des analyses sur ce sujet ? Sans sources secondaires ajoutées, le doute est légitime.
- Archive Wikiwix
- Bing
- Cairn
- DuckDuckGo
- E. Universalis
- Gallica
- Google
- G. Books
- G. News
- G. Scholar
- Persée
- Qwant
- (zh) Baidu
- (ru) Yandex
- (wd) trouver des œuvres sur Wikidata

| 1. | Préciser le motif de la pose du bandeau. | Précisez le motif de la pose du bandeau en utilisant la syntaxe suivante : {{admissibilité à vérifier\|date=mai 2025\|motif=remplacez ce texte par le motif}}                                               |
| 2. | Informer les utilisateurs concernés.     | Pensez à avertir le créateur de l'article, par exemple, en insérant le code ci-dessous sur sa page de discussion : {{subst:avertissement admissibilité à vérifier\|Online Film and Television Association}} |

Ne doit pas être confondu avec Online Film Critics Society.
La Online Film and Television Association (OFTA) est association américaine de critiques de cinéma, fondée en 1996.

## Catégories de récompense
- Meilleure film de science-fiction / fantastique / d'horreur (Best Sci-Fi/Fantasy/Horror Picture)
- Meilleure actrice dans un film de science-fiction / fantastique / d’horreur (Best Sci-Fi/Fantasy/Horror Actress)
- Meilleur acteur dans un film de science-fiction / fantaisie / d’horreur (Best Sci-Fi/Fantasy/Horror Actor)
- Meilleure révélation féminine (Best Breakthrough Performance: Female)
- Meilleure direction artistique (Best Production Design)
- Meilleure conception de costumes (Best Costume Design)
- Meilleurs maquillages et coiffures (Best Makeup and Hairstyling)
- Meilleur montage de film (Best Film Editing)
- Meilleure musique, partition musicale d’une comédie (Best Music, Original Comedy/Musical Score)
- Meilleure musique, chanson adaptée (Best Music, Adapted Song)
- Meilleur mixage sonore (Best Sound Mixing)
- Meilleur montage d'effets sonores (Best Sound Effects Editing)
- Meilleurs effets visuels (Best Visual Effects)
- Meilleur film en langue étrangère (Best Foreign Language Film)
- Séquence des meilleurs titres (Best Titles Sequence)

## Prix OFTA 1990(OFTA Film Award)
Sauf indication contraire, les informations mentionnées dans cette section peuvent être confirmées par la base de données cinématographiques IMDb,  présente dans la section « Liens externes ».
Les lauréats seront indiqués ci-dessous dans chaque catégorie en caractères gras

### 1997

#### Meilleur film
- Les Aventuriers de l'arche perdue (Raiders of the Lost Ark)

#### Meilleur film de science-fiction / fantastique / d'horreur
- Independence Day – Dean Devlin
- Scream – Cathy Konrad et Cary Woods

#### Meilleur acteur dans un film de science-fiction / fantaisie / d’horreur
- Jeff Goldblum pour le rôle de David Levinson dans Independence Day
- Bill Pullman pour le rôle de Thomas J. Whitmore dans Independence Day
- Will Smith pour le rôle du capitaine Steven « Steve » Hiller dans Independence Day

#### Meilleure actrice dans un film de science-fiction / fantasy / horreur
- Neve Campbell pour le rôle de Sidney Prescott dans Scream

#### Meilleur montage de film
- Independence Day – David Brenner

#### Meilleure chanson adaptée
- Mission : Impossible (Mission: Impossible) – Adam Clayton, Larry Mullen Jr. et Lalo Schifrin

#### Meilleur mixage sonore
- Independence Day – Bob Beemer, Bill W. Benton, Chris Carpenter et Jeff Wexler
- Mission : Impossible (Mission: Impossible) – Ron Bartlett, Christopher Boyes, Shawn Murphy et Gary Rydstrom

#### Meilleur montage d'effets sonores
- Independence Day – Sandy Gendler et Val Kuklowsky
- Mission : Impossible (Mission: Impossible) – Tom Bellfort et Christopher Boyes

#### Meilleurs effets visuels
- Independence Day – Volker Engel, Clay Pinney, Douglas Smith et Joe Viskocil
- Mission : Impossible (Mission: Impossible) – Andrew Eio, John Knoll, Joe Letteri et George Murphy

### 1998

#### Meilleur film comique/musical
- The Full Monty - Le Grand Jeu (The Full Monty)

#### Meilleur film de science-fiction / fantastique / d'horreur
- Le Cinquième Élément (The Fifth Element) – Patrice Ledoux
- Men in Black – Laurie MacDonald et Walter F. Parkes
- Scream 2 – Cathy Konrad et Marianne Maddalena

#### Meilleur acteur dans un film de science-fiction / fantaisie / d’horreur
- Tommy Lee Jones pour le rôle de l'Agent K dans Men in Black
- Gary Oldman pour le rôle de Jean-Baptiste Emanuel Zorg dans Le Cinquième Élément (The Fifth Element)
- Will Smith pour le rôle de James Edwards III et l'Agent J dans Men in Black
- Bruce Willis pour le rôle de Korben Dallas dans Le Cinquième Élément (The Fifth Element)

#### Meilleure actrice dans un film de science-fiction / fantastique / d’horreur
- Neve Campbell pour le rôle de Sidney Prescott dans Scream 2
- Milla Jovovich pour le rôle de Leeloo dans Le Cinquième Élément (The Fifth Element)
- Sigourney Weaver pour le rôle du huitième clone d'Ellen Ripley dans Alien, la résurrection (Alien: Resurrection)

#### Meilleur acteur dans un film dramatique
- Djimon Hounsou pour le rôle de Cinqué dans Amistad

#### Meilleur acteur dans un second rôle
- Anthony Hopkins pour le rôle de John Quincy Adams dans Amistad

#### Meilleure révélation masculine
- Djimon Hounsou pour le rôle de Cinqué dans Amistad
  - Mark Addy pour le rôle de Dave Orsfall dans The Full Monty - Le Grand Jeu (The Full Monty)

#### Meilleure musique originale dans un film dramatique
- Amistad – John Williams

#### Meilleure musique, chanson originale
- Les Ailes de l'enfer (Con Air) – Diane Warren et LeAnn Rimes
- Men in Black – Will Smith, Patrice Rushen, Terry McFadden et Freddie Washington (pour la chanson "Men in Black")

#### Meilleure musique, chanson adaptée
- Batman et Robin (Batman & Robin) – Jewel
- Le Cinquième Élément (The Fifth Element) – Gaetano Donizetti

#### Meilleure musique, partition musicale d’une comédie
- Le Cinquième Élément (The Fifth Element) – Éric Serra
- Men in Black – Danny Elfman

#### Meilleure direction artistique
- Amistad – Rosemary Brandenburg, Christopher Burian-Mohr, Rick Carter, Tony Fanning et William James Teegarden
- Le Cinquième Élément (The Fifth Element) – Dan Weil, Anna Pinnock, Ira Gilford, Ron Gress, Michael Lamont, Jim Morahan, Kevin Phipps et Maggie Gray

#### Meilleure conception de costumes
- Le Cinquième Élément (The Fifth Element) – Jean-Paul Gaultier

#### Meilleurs maquillages et coiffures
- Le Cinquième Élément (The Fifth Element) – Mark Coulier, Lois Burwell, Amanda Knight, Michelle Taylor, Sarah Love, Sue Love, Melissa Lackersteen et Lisa Tomblin
  - Men in Black – Rick Baker, David LeRoy Anderson, Mark Alfrey, Pierce Austin, Rob Hinderstein, Christopher Allen Nelson, Laini Thompson et Anthony Veader

#### Meilleure photographie
- Amistad – Janusz Kamiński

#### Meilleur mixage sonore
- Le Cinquième Élément (The Fifth Element) – Chris Jenkins, Mark Smith, Bruno Tarrière et Ron Bartlett
- Le Monde perdu : Jurassic Park (The Lost World: Jurassic Park) – Christopher Boyes, Gary Rydstrom, Michael Silvers et Gary Summers
- Volte-face (Face/Off) – Anna Behlmer, Andy Nelson, Tom Perry et David M. Ronne

#### Meilleur montage d'effets sonores
- Le Cinquième Élément (The Fifth Element) – Mark A. Mangini
- Le Monde perdu : Jurassic Park (The Lost World: Jurassic Park) – Christopher Boyes et Richard Hymns
- Volte-face (Face/Off) – Per Hallberg et Mark P. Stoeckinger

#### Meilleur montage de film
- Amistad – Michael Kahn

#### Meilleurs effets visuels
- Le Cinquième Élément (The Fifth Element) – Karen E. Goulekas et Mark Stetson
- Men in Black – Rick Baker, Eric Brevig, Peter Chesney et Rob Coleman
- Le Monde perdu : Jurassic Park (The Lost World: Jurassic Park) – Randal M. Dutra, Michael Lantieri, Dennis Muren et Stan Winston

### 1999

#### Meilleur film de science-fiction / fantastique / d'horreur
- Deep Impact – David Brown et Richard D. Zanuck

#### Meilleur acteur dans un film de science-fiction / fantastique / d’horreur
- Robert Duvall pour le rôle du capitaine Spurgeon « Lou » Tanner dans Deep Impact

#### Meilleure actrice dans un film de science-fiction / fantastique / d'horreur
- Vanessa Redgrave pour le rôle de Robin Lerner, la mère de Jenny dans Deep Impact

#### Meilleure distribution dans un film de science-fiction / fantastique / d'horreur
- Deep Impact

#### Meilleur montage de film
- Ennemi d'État (Enemy of the State) – Chris Lebenzon

#### Meilleure musique, chanson originale
- Armageddon – Diane Warren et Aerosmith pour la chanson I Don't Want to Miss a Thing

#### Meilleure musique, chanson adaptée
- Armageddon – John Denver et Chantal Kreviazuk pour la chanson Leaving on a Jet Plane

#### Meilleure musique, partition originale de science-fiction / fantastique / d'horreur
- Deep Impact – James Horner

#### Meilleur montage d'effets sonores
- Armageddon – George Watters II
- Ennemi d'État (Enemy of the State) – Christopher Boyes et George Watters II

#### Meilleur mixage sonore
- Ennemi d'État (Enemy of the State) – Christopher Boyes, William B. Kaplan, Kevin O'Connell et Greg P. Russell

#### Meilleurs effets visuels
- Armageddon – John Frazier, Richard R. Hoover et Pat McClung

#### Meilleure séquence de titres
- Ennemi d'État (Enemy of the State)

## Prix OFTA 2000(OFTA Film Award)

### 2000

#### Meilleur acteur dans un second rôle
- Haley Joel Osment pour le rôle de Cole Sear dans Sixième Sens (The Sixth Sense)

#### Meilleur jeune acteur
- Haley Joel Osment pour le rôle de Cole Sear dans Sixième Sens (The Sixth Sense)

#### Meilleur scénario écrit directement pour l'écran
- Sixième Sens (The Sixth Sense) — M. Night Shyamalan

#### Meilleur mixage de son
- Hantise (The Haunting) — David John, David Macmillan et Gary Rydstrom

#### Meilleurs effets visuels
- Hantise (The Haunting) — Scott Farrar, Craig Hayes, David Rosenthal et Phil Tippett

### 2001

#### Meilleur acteur
- Tom Hanks pour le rôle de Chuck Noland dans Seul au monde (Cast Away)

#### Meilleurs maquillages et coiffures
- Seul au monde (Cast Away) — Gary Archer, Kathryn Blondell, Deborah La Mia Denaver et Daniel C. Striepeke

#### Meilleure photographie
- Incassable (Unbreakable) — Eduardo Serra

#### Meilleurs effets visuels
- Seul au monde (Cast Away) — Jon Frazier, Ken Pepiot et Ken Ralston

#### Meilleur mixage de son
- Seul au monde (Cast Away) — Tom Johnson, William B. Kaplan, Dennis S. Sands et Randy Thom

#### Meilleur montage d'effets sonores
- Seul au monde (Cast Away) — Dennis Leonard

#### Meilleur moment cinématographique
- Seul au monde (Cast Away) — pour l'accident d'avion

#### Meilleure séquence de titres
- Mission impossible 2 (Mission: Impossible II)

#### Meilleur site officiel de film
- Incassable (Unbreakable)

### 2002

#### Meilleure révélation féminine
- Audrey Tautou pour le rôle de Amélie dans Le Fabuleux Destin d'Amélie Poulain

#### Meilleure conception de costumes
- La Planète des singes (2001) (Planet of the Apes) – Colleen Atwood

#### Meilleurs maquillages et coiffures
- La Planète des singes (2001) (Planet of the Apes) – Lance Anderson, Rick Baker, John Blake, Toni G et Kazu Hiro

#### Meilleur montage de film
- Le Fabuleux Destin d'Amélie Poulain – Hervé Schneid

#### Meilleurs effets visuels
- Jurassic Park 3 (Jurassic Park III) – Donald Elliott, Jim Mitchell, John Rosengrant et Danny Gordon Taylor
- Pearl Harbor – Eric Brevig, John Frazier, Edward Hirsh et Ben Snow

#### Meilleure musique, chanson originale
- Pearl Harbor – Diane Warren et Faith Hill pour la chanson There You'll Be

#### Meilleur mixage de son
- Pearl Harbor – Kevin O'Connell, Peter J. Devlin et Greg P. Russell

#### Meilleur montage d'effets sonores
- Pearl Harbor – Christopher Boyes et George Watters II

#### Meilleur film en langue étrangère
- Le Fabuleux Destin d'Amélie Poulain •  France

#### Séquence des meilleurs titres
- Le Fabuleux Destin d'Amélie Poulain

### 2003

#### Meilleur acteur
- Robin Williams pour le rôle de Seymour Sy Parrish dans Photo Obsession (One Hour Photo)

#### Meilleur acteur dans un second rôle
- Paul Newman pour le rôle de John Rooney dans Les Sentiers de la perdition (Road to Perdition)

#### Meilleure révélation masculine
- Derek Luke pour le rôle de Antwone Quenton « Fish » Fisher dans Antwone Fisher

#### Meilleur montage d'effets sonores
- Spider-Man – Stephen Hunter Flick et Susan Dudeck

#### Meilleurs effets visuels
- Spider-Man – John Dykstra, Scott Stokdyk, Anthony LaMolinara et John Frazier

#### Meilleure performance jeunesse
- Tyler Hoechlin pour le rôle de Michael Sullivan Jr. dans Les Sentiers de la perdition (Road to Perdition)

#### Meilleure photographie
- Les Sentiers de la perdition (Road to Perdition) – Conrad L. Hall

#### Meilleur film en langue étrangère
- 8 femmes •  France

### 2004

#### Meilleur acteur
- Johnny Depp pour le rôle du capitaine Jack Sparrow dans Pirates des Caraïbes : La Malédiction du Black Pearl (Pirates of the Caribbean: The Curse of the Black Pearl)

#### Meilleure conception de costumes
- Pirates des Caraïbes : La Malédiction du Black Pearl (Pirates of the Caribbean: The Curse of the Black Pearl) – Penny Rose

#### Meilleurs maquillages et coiffures
- Pirates des Caraïbes : La Malédiction du Black Pearl (Pirates of the Caribbean: The Curse of the Black Pearl) – Greg Cannom, Kelcey Fry, Chris Gallaher, Rick Glassman, Kenneth E. Grassi, Joel Harlow, Sharon Kelly-Russo, Mary Kim, Ve Neill et Martin Samuel

#### Meilleurs effets visuels
- Pirates des Caraïbes : La Malédiction du Black Pearl (Pirates of the Caribbean: The Curse of the Black Pearl) – Terry D. Frazee, Charles Gibson, Hal T. Hickel et John Knoll

### 2005

#### Meilleure révélation féminine
- Bryce Dallas Howard dans le rôle de Ivy Walker dans Le Village (The Village)

#### Meilleure photographie
- Un long dimanche de fiançailles – Bruno Delbonnel

#### Meilleure direction artistique
- Les Désastreuses Aventures des orphelins Baudelaire (Lemony Snicket's A Series of Unfortunate Events) – Cheryl Carasik, John Dexter, Tony Fanning, William Hawkins, Rick Heinrichs et Martin Whist

#### Meilleurs maquillages et coiffures
- Les Désastreuses Aventures des orphelins Baudelaire (Lemony Snicket's A Series of Unfortunate Events) – Bill Corso, Kathleen Freeman, Rob Hinderstein, Valli O'Reilly, Mitchell Stone, Chris Yagher et Kevin Yagher

#### Meilleurs effets visuels
- Spider-Man 2 – John Dykstra, Scott Stokdyk, Anthony LaMolinara et John Frazier

#### Meilleur mixage sonore
- Spider-Man 2 – Kevin O'Connell, Greg P. Russell, Jeffrey J. Haboush et Joseph Geisinger

#### Meilleur montage d'effets sonores
- Spider-Man 2 – Paul N. J. Ottosson

#### Séquence des meilleurs titres
- Spider-Man 2 – Récapitulatif du premier film à travers des dessins de bande dessinée

#### Meilleure séquence
- Les Désastreuses Aventures des orphelins Baudelaire (Lemony Snicket's A Series of Unfortunate Events) – pour la séquence où les enfants animés fuyent le comte Olaf

#### Meilleur site officiel de film
- Les Désastreuses Aventures des orphelins Baudelaire (Lemony Snicket's A Series of Unfortunate Events)

### 2006

#### Meilleur film
- A History of Violence

#### Meilleur réalisateur
- David Cronenberg pour A History of Violence

#### Meilleure actrice dans un second rôle
- Maria Bello pour le rôle de Edie Stall dans A History of Violence
  - Scarlett Johansson pour le rôle de Nola Rice, la fiancée de Tom dans Match Point

#### Meilleur acteur dans un second rôle
- William Hurt pour le rôle de Richie Cusack dans A History of Violence

#### Meilleure jeune actrice
- Dakota Fanning pour le rôle de Rachel Ferrier dans La Guerre des mondes (War of the Worlds)
- Georgie Henley pour le rôle de Lucy Pevensie dans Le Monde de Narnia : Le Lion, la Sorcière blanche et l'Armoire magique (The Chronicles of Narnia: The Lion, the Witch and the Wardrobe)

#### Meilleur casting
- Les Sentiers de la perdition – Mark Bennett et Deirdre Bowen

#### Meilleur scénario écrit directement pour l'écran
- Match Point – Woody Allen

#### Meilleur scénario adapté
- Les Sentiers de la perdition – Josh Olson

#### Meilleur montage de film
- Les Sentiers de la perdition – Ronald Sanders

#### Meilleure musique, chanson originale
- H2G2 : Le Guide du voyageur galactique (The Hitchhiker's Guide to the Galaxy) – Christopher Austin, Garth Jennings et Joby Talbot pour la chanson So Long and Thanks For All the Fish

#### Meilleur mixage de son
- Batman Begins – Lora Hirschberg, Gary A. Rizzo, Jamie Roden et Jimmy Boyle
- La Guerre des mondes (War of the Worlds) – Anna Behlmer, Ron Judkins et Andy Nelson

#### Meilleur montage d'effets sonores
- Batman Begins – David Evans et Stefan Henrix
- La Guerre des mondes (War of the Worlds) – Richard King

#### Meilleurs maquillages et coiffures
- Le Monde de Narnia : Le Lion, la Sorcière blanche et l'Armoire magique (The Chronicles of Narnia: The Lion, the Witch and the Wardrobe) – Howard Berger, Mark Boley, Nikki Gooley, Beth Hathaway, Tami Lane, Greg Nicotero, Ben Rittenhouse et David Wogh

#### Meilleurs effets visuels
- La Guerre des mondes (War of the Worlds) – Randal M. Dutra, Pablo Helman, Dennis Muren et Daniel Sudick

#### Meilleur moment cinématographique
- A History of Violence – scène d'escalier

#### Meilleur documentaire
- La Marche de l'empereur

#### Meilleur site officiel de film
- A History of Violence

### 2007

#### Meilleure révélation masculine
- Ben Whishaw pour le rôle de Jean-Baptiste Grenouille dans Le Parfum, histoire d'un meurtrier (Das Parfum : Die Geschichte eines Mörders)

#### Meilleure photographie
- Lettres d'Iwo Jima (Letters from Iwo Jima) (硫黄島からの手紙 - Iô-Jima kara no tegami) – Tom Stern

#### Meilleurs maquillages et coiffures
- Pirates des Caraïbes : Le Secret du coffre maudit (Pirates of the Caribbean : Dead Man's Chest) – Steve Buscaino, Gloria Pasqua Casny, Pinky Cunningham, Ken Diaz, Rick Glassman, Ve Neill et Martin Samuel

#### Meilleur mixage sonore
- Pirates des Caraïbes : Le Secret du coffre maudit (Pirates of the Caribbean : Dead Man's Chest) – Christopher Boyes, Paul Massey et Lee Orloff

#### Meilleur montage d'effets sonores
- Pirates des Caraïbes : Le Secret du coffre maudit (Pirates of the Caribbean : Dead Man's Chest) – Christopher Boyes et George Watters II

#### Meilleurs effets visuels
- Pirates des Caraïbes : Le Secret du coffre maudit (Pirates of the Caribbean : Dead Man's Chest) – Charles Gibson, Allen Hall, Hal T. Hickel et John Knoll
- Superman Returns – Mark Stetson, Neil Corbould, Richard R. Hoover et Jon Thum
- X-Men : L'Affrontement final – John Bruno, Eric Saindon, Craig Lyn et Mike Vézina

### 2008

#### Meilleur jeune acteur
- Ed Sanders pour le rôle de Toby dans Sweeney Todd : Le Diabolique Barbier de Fleet Street (Sweeney Todd: The Demon Barber of Fleet Street)

#### Meilleure direction artistique
- Sweeney Todd : Le Diabolique Barbier de Fleet Street (Sweeney Todd: The Demon Barber of Fleet Street) – Dante Ferretti, Gary Freeman, Francesca Lo Schiavo et David Warren

#### Meilleure musique, chanson adaptée
- Sweeney Todd : Le Diabolique Barbier de Fleet Street (Sweeney Todd: The Demon Barber of Fleet Street) – Jamie Campbell Bower et Stephen Sondheim (pour la chanson «Johanna»)

#### Meilleure conception de costumes
- Sweeney Todd : Le Diabolique Barbier de Fleet Street (Sweeney Todd: The Demon Barber of Fleet Street) – Colleen Atwood

#### Meilleurs maquillages et coiffures
- Sweeney Todd : Le Diabolique Barbier de Fleet Street (Sweeney Todd: The Demon Barber of Fleet Street) – Duncan Jarman, Terry Jones, Chris Lyons, Ivan Manzella, Ve Neill, Ivana Primorac, Tristan Versluis et Josh Weston

#### Meilleur mixage sonore
- Transformers – Peter J. Devlin, Kevin O'Connell et Greg P. Russell

#### Meilleur montage d'effets sonores
- Transformers – Mike Hopkins et Ethan Van der Ryn

#### Meilleurs effets visuels
- Transformers – Scott Benza, Russell Earl, Scott Farrar, John Frazier
  - Pirates des Caraïbes : Jusqu'au bout du monde (Pirates of the Caribbean: At World's End) – John Frazier, Charles Gibson, Hal T. Hickel et John Knoll
  - Sunshine – Richard Conway, Kieron Helsdon, Marian Mavrovic, Tom Wood

#### Meilleure séquence
- Sweeney Todd : Le Diabolique Barbier de Fleet Street (Sweeney Todd: The Demon Barber of Fleet Street)

### 2009

#### Meilleur acteur dans un second rôle
- Robert Downey Jr. pour le rôle de Kirk Lazarus dans Tonnerre sous les tropiques (Tropic Thunder)

#### Meilleurs maquillages et coiffures
- Tonnerre sous les tropiques (Tropic Thunder) – Rick Baker, Kate Biscoe, John Blake, Beth Buckwalter Miller, Greg Nelson, Gerald Quist et Kristin Wahl

#### Meilleur film en langue étrangère
- Entre les murs •  France

#### Meilleurs effets visuels
- Indiana Jones et le Royaume du crâne de cristal (Indiana Jones and the Kingdom of the Crystal Skull) – Pablo Helman, Marshall Richard Krasser, Steve Rawlins et Daniel Sudick

## Prix OFTA 2010(OFTA Film Award)

### 2010

#### Meilleur acteur dans un second rôle
- Stanley Tucci pour le rôle de George Harvey, l'assassin dans Lovely Bones (The Lovely Bones)

#### Meilleure jeune actrice
- Saoirse Ronan pour le rôle de Susie Salmon, une jeune fille assassinée dans Lovely Bones (The Lovely Bones)

#### Meilleure conception de costumes
- Coco avant Chanel – Catherine Leterrier

#### Séquence des meilleurs titres
- Watchmen : Les Gardiens (Watchmen)

### 2011

#### Meilleure révélation masculine
- Tahar Rahim pour le rôle de Malik El Djebena dans Un prophète

#### Meilleure performance jeunesse
- Chloë Grace Moretz pour le rôle de Mindy Macready / Hit-Girl dans Kick-Ass

#### Meilleur film en langue étrangère
- Un prophète •  France  Italie

#### Meilleure musique, musique originale
- Tron : L'Héritage (Tron: Legacy) – Daft Punk

#### Meilleur montage d'effets sonores
- Tron : L'Héritage (Tron: Legacy) – Addison Teague et Gwendolyn Yates Whittle

#### Meilleurs effets visuels
- Tron : L'Héritage (Tron: Legacy) – Eric Barba, Karl Denham, Nikos Kalaitzidis et Steve Preeg

### 2012

#### Meilleur film d'animation
- Les Aventures de Tintin : Le Secret de La Licorne (The Adventures of Tintin : The Secret of the Unicorn) – Peter Jackson, Kathleen Kennedy et Steven Spielberg

#### Meilleure musique, chanson originale
- Les Muppets, le retour (The Muppets) – Amy Adams, Peter Linz, Bret McKenzie et Jason Segel (pour la chanson "Life's a Happy Song")
  - Les Muppets, le retour (The Muppets) – Peter Linz, Bret McKenzie et Jason Segel (pour la chanson "Man or Muppet")
  - Les Muppets, le retour (The Muppets) – Aris Archontis, Dave Goelz, Eric Jacobson, Jeannie Lurie, Chen Neeman et Steve Whitmire (pour la chanson "Pictures in My Head")

#### Meilleure musique, chanson adaptée
- Les Muppets, le retour (The Muppets) – Bill Barretta, Dave Goelz, Jim Henson, Eric Jacobson, Peter Linz, Sam Pottle, David Rudman, Mike Vogel et Steve Whitmire (pour la chanson "The Muppet Show Theme")
- Les Muppets, le retour (The Muppets) – Kenny Ascher, Bill Barretta, Dave Goelz, Eric Jacobson, Peter Linz, David Rudman, Matt Vogel, Steve Whitmire, Paul Williams (pour la chanson "The Rainbow Connection")

#### Meilleurs effets visuels
- La Planète des singes : Les Origines (Rise of the Planet of the Apes) – Joe Letteri, Dan Lemmon, R. Christopher White et Daniel Barrett
  - Mission impossible : Protocole Fantôme (Mission: Impossible – Ghost Protocol) – Russell Earl, Matthew Gratzner, John Knoll et Sébastien Moreau

#### Meilleure séquence de titres
- Mission impossible : Protocole Fantôme (Mission: Impossible – Ghost Protocol)

#### Moment le plus cinématographique
- Mission impossible : Protocole Fantôme (Mission: Impossible – Ghost Protocol) pour l'escalade du Burj Khalifa

### 2014

#### Meilleure séquence de titres
- Conjuring : Les Dossiers Warren (The Conjuring)

### 2015

#### Prix des artisans
- La Planète des singes : L'Affrontement (Dawn of the Planet of the Apes)

#### Meilleur film d'animation
- Les Nouveaux Héros (Big Hero 6)

#### Meilleure performance de voix off
- Scott Adsit pour la voix de Baymax dans Les Nouveaux Héros (Big Hero 6)

#### Meilleur montage d'effets sonores
- Les Nouveaux Héros (Big Hero 6)

#### Meilleurs effets visuels
- La Planète des singes : L'Affrontement (Dawn of the Planet of the Apes)

#### Meilleure coordination de cascades
- La Planète des singes : L'Affrontement (Dawn of the Planet of the Apes)

### 2016

#### Meilleure bande-annonce de film
- Mission impossible : Rogue Nation (Mission: Impossible – Rogue Nation)

#### Meilleure performance féminine
- Rebecca Ferguson pour le rôle de Ilsa Faust dans Mission impossible : Rogue Nation (Mission: Impossible – Rogue Nation)

#### Meilleur montage d'effets sonores
- Jurassic World – Al Nelson et Gwendolyn Yates Whittle

#### Meilleurs effets visuels
- Jurassic World – Tim Alexander, Glen McIntosh, Michael Meinardus et Tony Plett

#### Meilleure coordination de cascades
- Jurassic World – Randy Beckman, Rocky Capella, Karen A. Harris et Chris O'Hara
- Mission impossible : Rogue Nation (Mission: Impossible – Rogue Nation) – Christopher Gordon, Wolfgang Stegemann et Fern Webster

### 2017

#### Meilleurs maquillages et coiffures
- Suicide Squad – Alessandro Bertolazzi, Giorgio Gregorini et Christopher Allen Nelson

### 2018

#### Meilleure musique, chanson adaptée
- Kingsman : Le Cercle d'or (Kingsman: The Golden Circle) – Taffy Nivert, Bill Danoff et John Denver (pour la chanson "Take Me Home, Country Roads")

#### Meilleurs effets visuels
- La Planète des singes : Suprématie (War for the Planet of the Apes) – Daniel Barrett, Dan Lemmon, Joe Letteri et Joel Whist

#### Meilleure coordination de cascades
- La Planète des singes : Suprématie (War for the Planet of the Apes) – Lauro David Chartrand-Del Valle, Corbin Fox, Isaac Hamon, Terry Notary et John Stoneham Jr.

#### Séquence des meilleurs titres
- Spider-Man: Homecoming

### 2019

#### Meilleure performance jeunesse
- Millicent Simmonds pour le rôle de Regan Abbott dans Sans un bruit (A Quiet Place)

#### Meilleur scénario écrit directement pour l'écran
- Sans un bruit (A Quiet Place) – Scott Beck, John Krasinski et Bryan Woods

#### Meilleur montage d'effets sonores
- Sans un bruit (A Quiet Place) – Erik Aadahl et Ethan Van der Ryn
  - Mission impossible : Fallout (Mission: Impossible - Fallout) – James Mather

#### Meilleur mixage sonore
- Sans un bruit (A Quiet Place) – Michael Barry, Michael Barosky et Brandon Proctor

#### Meilleure coordination de cascades
- Mission impossible : Fallout (Mission: Impossible - Fallout) – Ray Armstrong, Wade Eastwood, Suzie Frize-Williams, Allan Hewitt et Wolfgang Stegemann
  - Aquaman – Sam Elia, Kyle Gardiner, R.A. Rondell et Jon Valera

#### Meilleure affiche de film
- Sans un bruit (A Quiet Place)

#### Meilleure bande-annonce de film
- Sans un bruit (A Quiet Place)
  - Mission impossible : Fallout (Mission: Impossible - Fallout)

## Prix OFTA 2020(OFTA Film Award)

### 2020

#### Meilleure coordination de cascades
- John Wick Parabellum (John Wick: Chapter 3 – Parabellum) – Younes Afroukh, Airon Armstrong, Matt Berberi, Eric Brown, Bruce Concepcion, Jonathan Eusebio, Daniel Graham, Scott Rogers, Jon Valera et Jérémie Vigot

### 2021

#### Meilleure coordination de cascades
- Wonder Woman 1984

### 2022

#### Meilleur son
- Sans un bruit 2 (A Quiet Place Part II) – Erik Aadahl, Michael Barosky, Malte Bieler, Brandon Proctor et Ethan Van der Ryn

#### Meilleurs effets sonores
- Sans un bruit 2 (A Quiet Place Part II)

#### Meilleurs maquillages et coiffures
- The Suicide Squad – Shane Mahan, Heba Thorisdottir et Janine Thompson

#### Meilleurs effets visuels
- Les Éternels (Eternals)

### 2023

#### Meilleur film
- Prey – 2 ème place

#### Meilleure réalisation d'un film ou d'une série limitée
- Prey – 2 ème place

#### Meilleure scénario d'un film ou d'une série limitée
- Prey – 2 ème place

#### Meilleure composition musicale dans une série cinématographique, limitée ou d'anthologie
- Prey

#### Meilleur montage sonore dans un programme non-série
- Prey

#### Meilleur montage d'une série cinématographique, limitée ou d'anthologie
- Prey

#### Meilleur mixage sonore dans un programme non-série
- Prey – 2 ème place

#### Meilleure photographie d'une série cinématographique, limitée ou d'anthologie
- Prey – 2 ème place

### 2024

#### Meilleur son
- Mission impossible : Dead Reckoning (Mission: Impossible – Dead Reckoning) – Chris Burdon, James Mather, Chris Munro et Mark Taylor

#### Meilleurs effets sonores
- Mission impossible : Dead Reckoning (Mission: Impossible – Dead Reckoning)

#### Meilleure chanson adaptée
- John Wick : Chapitre 4 John Wick: Chapter 4 – Lamont Dozier, Brian Holland et Eddie Holland (pour la chanson : "Nowhere to Run")

#### Meilleure coordination de cascades
- John Wick : Chapitre 4 John Wick: Chapter 4
  - Indiana Jones et le Cadran de la destinée (Indiana Jones and the Dial of Destiny)
  - Mission impossible : Dead Reckoning (Mission: Impossible – Dead Reckoning)

#### Meilleure séquence de titres
- Mission impossible : Dead Reckoning (Mission: Impossible – Dead Reckoning) – Générique de début

## Prix OFTA Télévision 2020
(OFTA Television Award)

### 2021

#### Meilleur film
- Oslo

#### Meilleure actrice dans un film ou une série limitée
- Ruth Wilson pour le rôle de Mona Juul dans Oslo

#### Meilleure distribution dans un film ou une série limitée
- Oslo

#### Meilleure scénario d'un film ou d'une série limitée
- Oslo

## Temple de la renommée du cinéma OFTA
(OFTA Film Hall of Fame)
 Sauf indication contraire, les informations mentionnées dans cette section peuvent être confirmées par la base de données cinématographiques IMDb,  présente dans la section « Liens externes ».

### Inscriptions en 1997

#### Films
- Le Silence des agneaux (The Silence of the Lambs)

### Inscriptions en 2012

#### Films
- Alien, le huitième passager (Alien)

### Inscriptions en 2015

#### Films
- Le Cercle des poètes disparus (Dead Poets Society)

### Inscriptions en 2017

#### Films
- Aliens, le retour (Aliens)

### Inscriptions en 2018

#### Films
- Superman
- Qui veut la peau de Roger Rabbit ? (Who Framed Roger Rabbit)

### Inscriptions en 2019

#### Films
- Halloween : La Nuit des masques (Halloween)
- Indiana Jones et le Temple maudit (Indiana Jones and the Temple of Doom)

### Inscriptions en 2020

#### Films
- Maman, j'ai raté l'avion ! (Home Alone)
- Les Muppets, le film (The Muppet Movie)
- La Planète des singes (Planet of the Apes)

### Inscriptions en 2021

#### Films
- La Malédiction (The Omen)
- Sixième Sens (The Sixth Sense)

#### Musique
- Halloween : La Nuit des masques (Halloween)
- Superman

#### Personnages
- Batman / Bruce Wayne incarnés par Michael Keaton dans Batman
- Ellen Ripley incarnée par Sigourney Weaver dans Alien, le huitième passager (Alien)
- Indiana Jones incarné par Harrison Ford dans Les Aventuriers de l'arche perdue (Raiders of the Lost Ark)

#### Musique originale
- Les Aventuriers de l'arche perdue (Raiders of the Lost Ark) – John Williams

### Inscriptions en 2022

#### Chanson
- Les Muppets, le film (The Muppet Movie) - Rainbow Connection

### Inscriptions en 2023

#### Film
- Indiana Jones et la Dernière Croisade (Indiana Jones and the Last Crusade)

#### Personnages
- Laurie Strode incarné par Jamie Lee Curtis dans Halloween : La Nuit des masques (Halloween)
- Annie Wilkes incarné par Kathy Bates dans Misery